# Marie Amiguet
Marie Amiguet est une réalisatrice documentariste française spécialisée dans le reportage animalier.
Elle travaille depuis plusieurs années sur le loup, avec Jean-Michel Bertrand. Elle a co-réalisé le documentaire La Panthère des neiges avec le photographe Vincent Munier et l'écrivain Sylvain Tesson.

## Biographie

### Enfance
Marie Amiguet grandit en France, dans le Vaucluse.
Elle a 9 ans quand ses parents, français et suisse, partent avec elle pour s'installer au Cambodge, où elle s'initie à la photographie et découvre les grands mammifères, notamment les éléphants.
De retour en France, elle se met au skateboard, et en devient la championne de France en 2006.

### Études et jeunesse
Après un bac scientifique, Marie Amiguet entame des études de biologie, qu'elle arrête rapidement et part voyager. Elle parcourt ainsi l'Afrique de l'Ouest puis les Antilles. Elle traverse l'océan Pacifique en bateau[réf. souhaitée] et s'initie à différents sports de pleine nature[Quoi ?]. Ces expériences l'amènent à rencontrer à nouveau des grands mammifères, tels les éléphants d'Afrique ou les cétacés.

### Carrière dans le cinéma animalier
De retour en France, vers 25 ans, elle suit les cours de l'Institut francophone de Formation au Cinéma animalier de Ménigoute (IFFCAM), où elle obtient un master. Ses premiers films s'intéressent à la mortalité des animaux sur la route[pas clair], puis elle tourne en Corse Les Ailes du maquis sur des chauve-souris.
Peu après, elle fait la rencontre du réalisateur Jean-Michel Bertrand, lancé dans un projet de film sur les loups dans les Hautes-Alpes. Elle l'accompagne pendant quatre ans, pour le tournage de deux longs métrages en tant que directrice de la photographie puis cadreuse. Elle réalise dans le même temps deux documentaires : Avec les loups, un portrait du réalisateur Jean-Michel Bertrand puis Au Retour des loups, une série de témoignages de passionnés du loup.
En 2017, le photographe animalier Vincent Munier lui propose de l'accompagner sur les hauts plateaux tibétains, afin de filmer la panthère des neiges. Elle part avec lui et l'écrivain voyageur Sylvain Tesson. Plusieurs mois sur place sont nécessaires pour rapporter des images et, au retour, Marie Amiguet s'occupe du montage.
Le film, intitulé La Panthère des neiges, est présenté au festival de Cannes, dans la section éphémère « Le cinéma pour le climat »,
et sort en salle en décembre 2021.

## Filmographie
- 2016 : La Vallée des loups (long métrage de Jean-Michel Bertrand), directrice de la photographie[7]
- 2016 : Avec les loups (documentaire), réalisation
- 2017 : Les Ailes du maquis, co-réalisation avec Tanguy Stoecklé
- 2018 : Le Silence des bêtes, co-réalisation avec Vincent Munier
- 2019 : Au retour des loups (sorti uniquement en DVD), réalisation[8]
- 2020 : Marche avec les loups (long métrage de Jean-Michel Bertrand), cadreuse[9]
- 2021 : La Panthère des neiges (long métrage), co-réalisation avec Vincent Munier[10]
- 2024 : Vivre avec les loups (long métrage de Jean-Michel Bertrand), directrice de la photographie

## Distinctions

### Récompenses
- César 2022 : Meilleur film documentaire pour La Panthère des neiges